# Villers-Plouich
Villers-Plouich è un comune francese di 422 abitanti situato nel dipartimento del Nord nella regione dell'Alta Francia.

## Società

### Evoluzione demografica
Abitanti censiti